# Championnat de Zambie féminin de football
Le championnat de Zambie féminin de football ou FAZ Women Super Division est une compétition zambienne de football féminin. Elle est organisée par la Fédération de Zambie de football.

## Histoire
La Fédération zambienne crée une ligue féminine en 1999. Les premières éditions sont dominées par Kabwata EDUSPORT United.

## Palmarès
| Saison    | Champion                 |
| --------- | ------------------------ |
| 1999-2010 | ???                      |
| 2011-2015 | Compétition non disputée |
| 2016      | Green Buffaloes          |
| 2017      | Compétition non disputée |
| 2018      | Green Buffaloes          |
| 2019      | Green Buffaloes          |
| 2019-2020 | Compétition abandonnée   |
| 2021      | Green Buffaloes          |
| 2022      | Green Buffaloes          |
| 2023      | Green Buffaloes          |
| 2024      | Green Buffaloes          |
| 2025      | Zesco Ndola              |